# Villeneuve-sur-Cher
Villeneuve-sur-Cher és un municipi francès, situat al departament de Cher i a la regió de Centre – Vall del Loira. L'any 2007 tenia 417 habitants.

## Demografia

### Població
El 2007 la població de fet de Villeneuve-sur-Cher era de 417 persones. Hi havia 161 famílies, de les quals 35 eren unipersonals (23 homes vivint sols i 12 dones vivint soles), 51 parelles sense fills, 59 parelles amb fills i 16 famílies monoparentals amb fills.
La població ha evolucionat segons el següent gràfic:
Habitants censats

### Habitatges
El 2007 hi havia 212 habitatges, 163 eren l'habitatge principal de la família, 29 eren segones residències i 20 estaven desocupats. 207 eren cases i 2 eren apartaments. Dels 163 habitatges principals, 141 estaven ocupats pels seus propietaris, 18 estaven llogats i ocupats pels llogaters i 5 estaven cedits a títol gratuït; 6 tenien dues cambres, 26 en tenien tres, 46 en tenien quatre i 85 en tenien cinc o més. 127 habitatges disposaven pel capbaix d'una plaça de pàrquing. A 48 habitatges hi havia un automòbil i a 103 n'hi havia dos o més.

### Piràmide de població
La piràmide de població per edats i sexe el 2009 era:
| Homes | Edats   | Dones |
| ----- | ------- | ----- |
| 0     | 95 o +  | 0     |
| 0     | 90 a 94 | 0     |
| 0     | 85 a 89 | 0     |
| 0     | 80 a 84 | 0     |
| 16    | 75 a 79 | 4     |
| 0     | 70 a 74 | 8     |
| 16    | 65 a 69 | 12    |
| 8     | 60 a 64 | 12    |
| 4     | 55 a 59 | 12    |
| 8     | 50 a 54 | 16    |
| 24    | 45 a 49 | 4     |
| 32    | 40 a 44 | 44    |
| 12    | 35 a 39 | 28    |
| 12    | 30 a 34 | 20    |
| 8     | 25 a 29 | 4     |
| 20    | 20 a 24 | 8     |
| 20    | 15 a 19 | 40    |
| 40    | 10 a 14 | 20    |
| 16    | 5 a 9   | 16    |
| 4     | 0 a 4   | 16    |

## Economia
El 2007 la població en edat de treballar era de 272 persones, 197 eren actives i 75 eren inactives. De les 197 persones actives 178 estaven ocupades (93 homes i 85 dones) i 19 estaven aturades (11 homes i 8 dones). De les 75 persones inactives 33 estaven jubilades, 15 estaven estudiant i 27 estaven classificades com a «altres inactius».

### Ingressos
El 2009 a Villeneuve-sur-Cher hi havia 174 unitats fiscals que integraven 421 persones, la mediana anual d'ingressos fiscals per persona era de 17.474 €.

### Activitats econòmiques
Dels 10 establiments que hi havia el 2007, 2 eren d'empreses extractives, 1 d'una empresa de construcció, 1 d'una empresa de comerç i reparació d'automòbils, 1 d'una empresa de transport, 2 d'empreses d'hostatgeria i restauració i 3 d'empreses de serveis.
L'únic servei als particulars que hi havia el 2009 era un paleta.
L'any 2000 a Villeneuve-sur-Cher hi havia 9 explotacions agrícoles que ocupaven un total de 1.692 hectàrees.

## Equipaments sanitaris i escolars
El 2009 hi havia una escola elemental integrada dins d'un grup escolar amb les comunes properes formant una escola dispersa.

## Poblacions més properes
El següent diagrama mostra les poblacions més properes.